# Бесарабијска митрополија
Бесарабијска митрополија (рум. Mitropolia Basarabiei) митрополија је Румунске православне цркве у Молдавији.
Надлежни архијереј је господин Петар, а сједиште митрополије се налази у Кишињеву.

## Канонски спор
Бесарабијска митрополија постоји упоредо са Православном црквом Молдавије под јурисдикцијом Руске православне цркве што је предмет њиховог спорења.
Дана 24. децембра 1992. године Синод Румунске православне цркве донио је акт о обнови Бесарабијске митрополије која је постојала у периоду 1918—1940. и 1941—1944. године. На чело митрополије је постављен епископ Петар (Педурару) коме је одлукама Светог синода Руске православне цркве од 5. октобра и 22. децембра 1992. забрањено свештенослужење до пуног покајања.
Новембра 2004. дирекција надлежна за вјере у Молдавији регистровала је Кишињевску епархију Бесарабијске митрополије. Дана 24. октобра 2007. Синод Румунске православне цркве је донио одлуку о обнови три епархије у саставу Бесарабијске митрополије на простору Молдавије и дијелу Украјине.
Дана 29. октобра 2007. Синод Православне цркве Молдавије је донио декларацију адресирану патријарху румунском Данијелу у којој је понашање Румунске патријаршије оцијењено као „непосредно и агресивно мијешање у канонску територију друге црквене структуре“. Затим, 26. августа 2011. румунском патријарху је упутио писмо и Свети синод Украјинске православне цркве због угрожавања њене канонске територије.